# Narzut (kalkulacja)
Narzut – jest to wyrażona procentowo nadwyżka ceny ponad koszt wytworzenia (zakupu) odniesiona do tego kosztu, służąca pokrywaniu kosztów stałych oraz zysku.
Nieco innym ujęciem tego zagadnienia jest marża zysku, która jest wyrażoną procentowo nadwyżką ceny ponad koszt wytworzenia odniesiony do ceny.
Na przykład: Narzut wynoszący 25% jest tożsamy z marżą równą 20%.